# NGC 1650
NGC 1650 je galaksija u zviježđu Eridanu.

## Vanjske poveznice
- SEDS: NGC 1650